# Legió I Illyricorum
La Legió I Illyricorum va ser una legió romana fundada amb tota probabilitat per l'emperador Aurelià (270-275), i segurament va utilitzar per crear-la soldats procedents de les legions del riu Danubi.
Van entrar en combat l'any 272 o 273 quan Aurelià va marxar cap a l'est per combatre la reina Zenòbia de l'Imperi de Palmira. Una vegada derrotada la reina, la I Illyricorum va estacionar-se a Qasr al-Àzraq, i una part va situar-se de guarnició a Palmira amb la missió d'aixafar qualsevol rebel·lió. Durant els regnats de Dioclecià i Galeri, la legió es va traslladar al Campament de Dioclecià, proper a Palmira. A inicis del segle v encara era a Palmira, segons la Notitia Dignitatum.
Durant el regnat de l'emperador Licini una sub-unitat formada per soldats de la I Illyricorum i la III Gallica va ser destinada a Egipte, possiblement l'any 323, i més tard van tornar a Palmira. Una unitat de cavalleria de la I Illyricorum va substituir la Legió X Fretensis estacionada a Àqaba, a la mar Roja.